# Herstal
Herstal (wa. Hèsta) – miasto w Belgii, w Regionie Walońskim, w prowincji Liège, w okręgu Liège. Leży nad rzeką Mozą. W mieście znajduje się fabryka broni Fabrique Nationale de Herstal.

## Historia

### Merowingowie i Karolingowie
Bliskość rzeki Mozy i obfitość zasobów przyciągnęła osadników już w V w. p.n.e. Pod koniec ery rzymskiej i na początku panowania Merowingów wioska stała się ufortyfikowanym bastionem, znanym jako Héristal. Główna droga łącząca Tongeren z Akwizgranem przekraczała Mozę w miejscu, gdzie promy przewoziły podróżnych do Jupille-sur-Meuse.
W VII wieku Héristal dało imię twórcy dynastii Karolingów. Pepin z Herstalu, majordom Austrazji i Neustrii za panowania merowińskiego króla Teuderyka III, prawdopodobnie wybrał to miejsce na swoją rezydencję z powodu bliskości dużych miast takich jak Tongeren, Maastricht i Liège. Pepin był ojcem Karola Młota, zwycięzcy bitwy pod Poitiers, który zatrzymał napływ Arabów i islamu do Europy północno-zachodniej, zyskując sobie swój przydomek. Karol był dziadkiem Karola Wielkiego, który prawdopodobnie także urodził się w Herstalu i gdzie mieszkał przez przynajmniej piętnaście lat. Karol Wielki przeniósł stolicę do Akwizgranu, tym samym kładąc kres średniowiecznej świetności Herstal jako stolicy imperium.

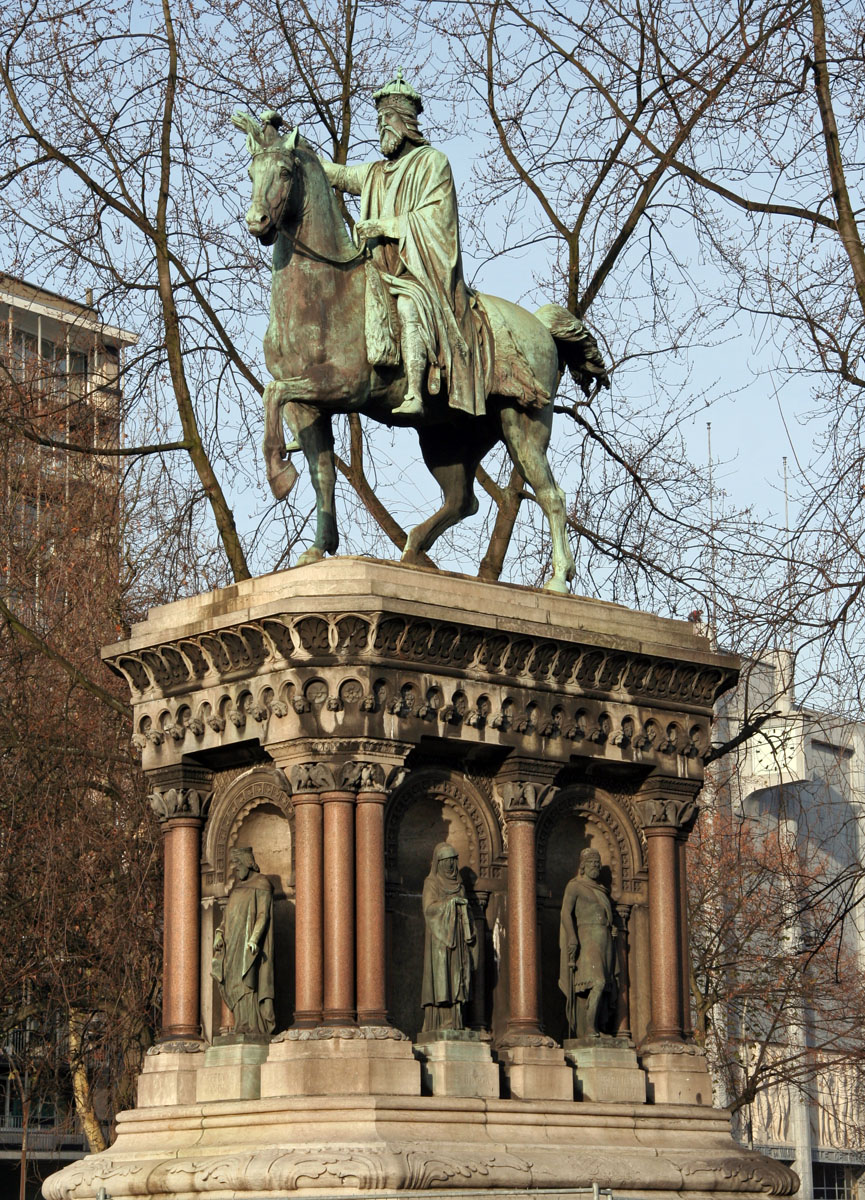
Posąg Karola Wielkiego w Liège, Louis Jehotte, 1867

### Od późnego średniowiecza
Miasto zostało przyłączone do księstwa Dolnej Lotaryngii, która stała się częścią księstwa Brabancji pod koniec XII wieku. Pomimo bliskości Liège tereny wokół Herstal nie były częścią diecezji Liège aż do 1740 roku, kiedy to książę-biskup Georges-Louis de Berghes kupił miasto od Fryderyka II. Od tego czasu miasto było znane dzięki rzemieślnictwu: ceramice, kowalstwu i zegarmistrzostwu.
W XIX wieku Herstal zostało miastem węgla i stali. Miało szansę stać się sławne dzięki utworzeniu fabryki broni Fabrique Nationale de Herstal w roku 1889. Kilku producentów motocykli także wiązało nadzieje z Herstal. 7 sierpnia 1914 roku, na początku I wojny światowej niemiecka armia rozstrzelała 27 cywilów i zniszczyła 10 domów w mieście.

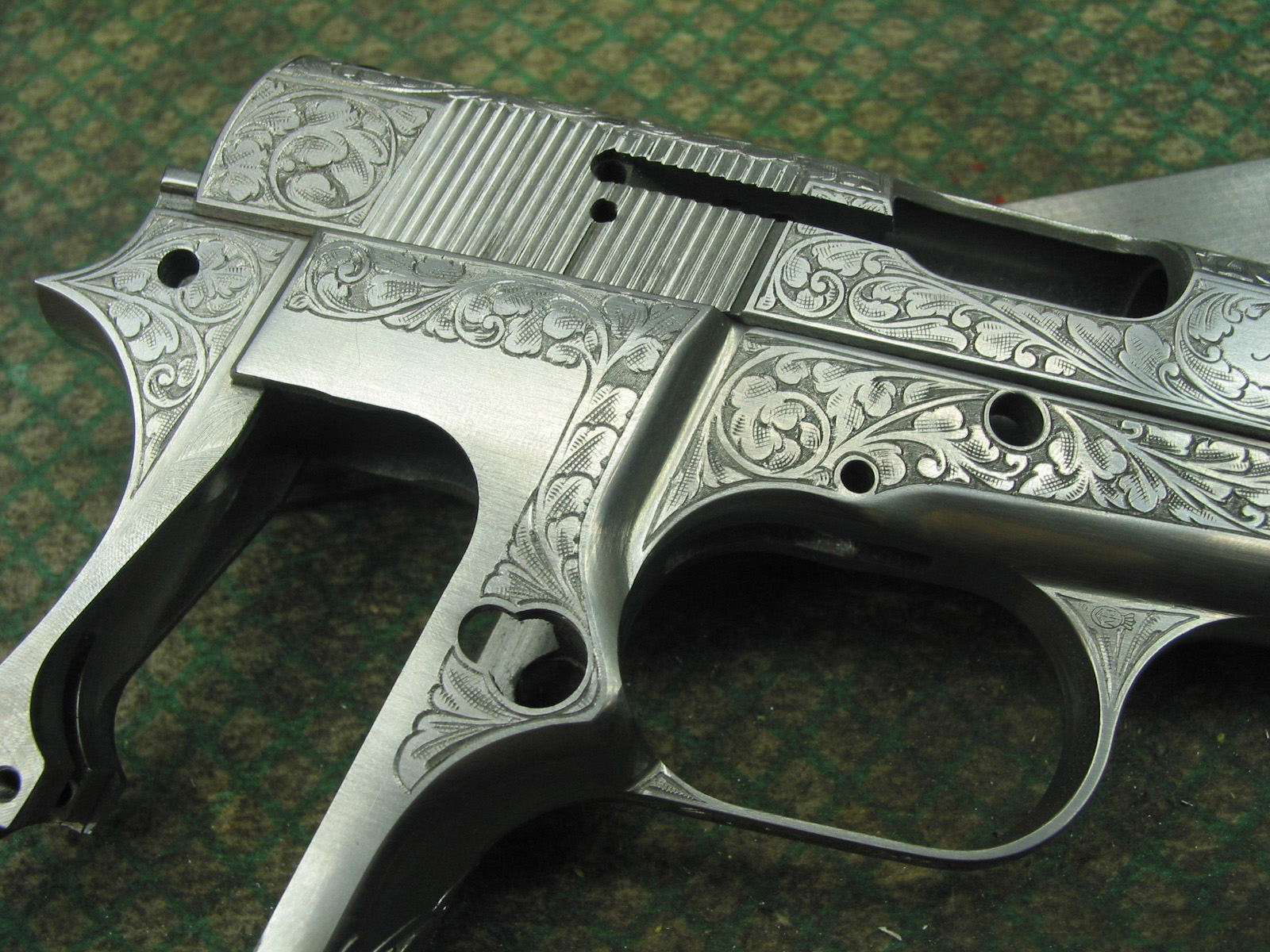
Grawerowana broń wyprodukowana w Herstal

Po II wojnie światowej przemysł ciężki upadł, co przyczyniło się do wzrostu bezrobocia w regionie. Obecnie gospodarka Herstal odbudowuje się. Ulokowało się tutaj ponad 200 firm, w tym Safran Aero Boosters, produkujący precyzyjne części do rakiety Ariane dla Europejskiej Agencji Kosmicznej

## Podział administracyjny
W skład miasta wchodzą trzy dzielnice (section):
- Liers
- Milmort
- Vottem

## Turystyka
- muzeum miejskie (Musée Communal), znajdujące się w budynku z 1664 roku, typowego dla tego regionu, prezentuje różne artefakty z czasów prehistorycznych i rzymskich, frankońskie groby i wystawy dotyczące historii Karolingów. Muzeum posiada także kolekcję miejscowych produktów
- Wieża Pepina (Tour Pépin), budynek jako część murów pałacu Karola Wielkiego.

## Osoby

### urodzone w Herstalu
- Pepin z Heristalu, majordom władców Austrazjii, Neustrii i Burgudnii (635 lub 640-714)
- Karol Młot, majordom i książę Franków (686-741)

### związane z miastem
- John Moses Browning, amerykański projektant broni palnej (1855-1926)
- Karol Wielki, król Franków i założyciel Świętego Cesarstwa Rzymskiego (742 lub 747-814)

## Współpraca
Miejscowości partnerskie:
- Castelmauro, Włochy
- Fécamp, Francja
- Kilmarnock, Szkocja
- Mieres, Hiszpania